# Obito
Lý Quốc Phong (sinh ngày 20 tháng 9 năm 2001), thường được biết đến với nghệ danh Obito, là một nam ca sĩ kiêm sáng tác nhạc và rapper người Việt Nam. Anh là thành viên của OTĐ và Ocean M.O.B.

## Sự nghiệp

### 2019: Ra mắt
Ngày 14 tháng 9 năm 2019, trước khi ra mắt chính thức, kênh youtube của Obito đăng tải ca khúc "Devil's Love" kết hợp với Ntyn với nghệ danh là Tobiez.
Ngày 18 tháng 10 năm 2019, anh chính thức ra mắt với MV "Simple Love" kết hợp với Seachains, Davis và Lena và chính thức thay đổi nghệ danh thành Obito. Và chỉ sau chưa đầy 1 ngày ra mắt, ca khúc đã đạt top 1 trending YouTube Việt Nam, cùng với gần 5 triệu lượt xem và hơn 252 nghìn lượt thích, và giúp kênh YouTube của anh nhận được nút bạc chỉ sau 3 ngày ra mắt.
Ngày 23 tháng 12 năm 2019, Obito kết hợp với Seachains ra mắt MV "When You Look At Me", như phần thứ hai tiếp nối của câu chuyện của MV "Simple Love".

### 2020: Giải thưởng đầu tay, ca khúc và MV solo đầu tiên và gia nhập Ocean M.O.B
Ngày 9 tháng 1 năm 2020, tại nhà hát Hòa Bình, Obito được công bố là chiến thắng giải Zing Music Awards 2019 cho hạng mục Ca khúc R&B/soul được yêu thích nhất cho ca khúc Simple Love.
Ngày 1 tháng 6 năm 2020, nhân dịp Quốc tế Thiếu nhi, Obito kết hợp với Emma và Seachains ra mắt MV "Your Smile". Ngày 10 tháng 6 năm 2020, Obito ra mắt ca khúc "Friendzone", đây cũng là ca khúc solo đầu tay của anh.
Ngày 24 tháng 9 năm 2020, Obito ra mắt MV "Lost", MV solo đầu tiên.
Ngày 25 tháng 11 năm 2022, Obito chính thức ra mắt trong nhóm nhạc rapper Ocean M.O.B với ca khúc "Rap Cho Anh Em".

### 2021: Tham gia Rap Việt
Ngày 20 tháng 11 năm 2021, anh lần đầu xuất hiện tại chương trình Rap Việt (mùa 2) trong tập 6 và về với đội của Binz.
Ngày 14 tháng 12 năm 2021, kênh youtube WeChoice Awards đăng tải ca khúc "Happy Birthday to You (Always 14)" của Obito kết hợp với Amee và Hoàng Dũng.

### 2022: EP đầu tay
Ngày 1 tháng 1 năm 2022, anh bị loại trong tập 12 của Rap Việt mùa 2.
Ngày 8 tháng 3 năm 2022, nhân ngày Quốc tế Phụ Nữ, Obito ra mắt MV "Soju Love", ca khúc chủ đề của EP đầu tay của anh mang tên Last Sweet bao gồm 4 ca khúc được anh sáng tác từ 2 - 3 năm trước.
Ngày 6 tháng 6 năm 2022, Amee ra mắt MV "Shay Nắnggg" kết hợp với Obito. Bài hát đã đứng thứ 5 top thịnh hành trên YouTube sau 10 ngày phát hành.
Ngày 27 tháng 10 năm 2022, kênh youtube TPBank đăng tải ca khúc "Chất Tôi (Chất Gì Đoán Xem)" của Obito kết hợp với Vstra.
Ngày 9 tháng 12 năm 2022, Obito ra mắt MV "Si Mê You". Ngày 22 tháng 12 năm 2022, Obito ra mắt MV "Tiền Là Chi" với tư cách là thành viên của Ocean M.O.B.

### 2023: Album đầu tay
Ngày 10 tháng 10 năm 2023, Obito ra mắt album đầu tay mang tên Đánh Đổi.
Ngày 11 tháng 11 năm 2023, Vstra ra mắt album đầu tay mang tên Vstra, với sự kết hợp của Obito trong ca khúc "Đừng Để Nước Mắt Rơi".
Ngày 24 tháng 12 năm 2023, nhân dịp Giáng sinh, Obito kết hợp với Vsoul, MCK, Ronboogz và Boyzed ra mắt ca khúc "Buồn Hay Vui".

### 2024: Tiếp tục ra mắt các sản phẩm âm nhạc
Ngày 12 tháng 1 nàm 2024, Obito kết hợp với Shiki ra mắt MV "Tell The Kids I Love Them", một ca khúc trong album đầu tay đã ra mắt năm 2023 của anh, nhằm truyền tải thông điệp hãy đối diện với những điều bản thân chưa hoàn thiện, đánh đổi để trưởng thành hơn. Đặc biệt, MV được ghi hình tại Hope School - ngôi trường đặc biệt dành cho những em nhỏ không còn cha mẹ do đại dịch COVID-19. Ngày 20 tháng 1 năm 2024, kênh youtube WeChoice Awards đăng tải ca khúc "Phong Long" của Obito kết hợp với Low G, một ca khúc trong album Dám Đam Mê Dám Rực Rỡ của WeChoice với ý nghĩa chơi chữ khi tên bài hát được ghép giữa tên thật của Obito (Lý Quốc Phong) và Low G (Nguyễn Hoàng Long). Ngày 23 tháng 1 năm 2024, tức 3 ngày sau đó, kênh youtube WeChoice Awards tiếp tục đăng tải ca khúc "Dám Rực Rỡ" của Obito kết hợp với Grey D, HieuThuHai và Wren Evans - ca khúc chủ đề của album Dám Đam Mê Dám Rực Rỡ của WeChoice. Ngày 27 tháng 1 năm 2024, tại SECC - Trung tâm Hội chợ và Triển lãm Sài Gòn, Obito đã được công bố là chiến thắng giải WeChoice Awards 2023 cho hạng mục Màn kết hợp bùng nổ cho ca khúc "Buồn Hay Vui".
Ngày 16 tháng 7 năm 2024, Obito kết hợp với Wxrdie và Cheng ra mắt MV "Chỉ Cần Bạn Có Mặt".

## Danh sách đĩa nhạc

#### Album phòng thu
| Tên      | Thông tin album                                                                   | Danh sách bài hát |
| -------- | --------------------------------------------------------------------------------- | --- |
| Đánh đổi | - Phát hành: Ngày 10 tháng 10 năm 2023 - Định dạng: CD, Tải nhạc, phát trực tuyến | Danh sách 1. "Đánh Đổi" Album Intro 2. Xuất Phát Điểm 3. CL5 (Interlude) 4. Đầu Đường Xó Chợ ft. Lăng LD 5. Biên Giới Long Bình 6. 16 7. Sài Gòn ơi 8. Trốn Chạy 9. Cất Cánh (Interlude) 10. Hà Nội ft. VSTRA 11. Vô Điều Kiện 12. Đánh Đổi ft. MCK 13. Backstage Freestyle 14. Tell The Kids I Love Them ft. SHIKI 15. Ước Mơ Của Mẹ (Interlude) 16. Con Kể Ba Nghe 17. Champion 18. Chưa Xong 19. Tự Sự 20. "Đánh Đổi" Album Outro |

### EP
| Tên        | Thông tin album                                                                 | Danh sách bài hát                                                       |
| ---------- | ------------------------------------------------------------------------------- | ----------------------------------------------------------------------- |
| Last Sweet | - Phát hành: Ngày 8 tháng 3 năm 2022 - Định dạng: CD, Tải nhạc, phát trực tuyến | Danh sách 1. Soju Love 2. Can We Love 3. Our Vintage Look 4. Lets Leave |

### Video âm nhạc

#### Solo
| Năm  | Ngày  | Tên       | Ghi chú                            |
| ---- | ----- | --------- | ---------------------------------- |
| 2019 | 29/9  | Lost      | MV solo đầu tay                    |
| 2022 | 9/12  | Si Mê You |                                    |
| 2022 | 10/10 | Soju Love | Một ca khúc thuộc album Last Sweet |

#### Hợp tác
| Năm  | Ngày  | Tên                       | Hợp tác với                    | Ghi chú                                           |
| ---- | ----- | ------------------------- | ------------------------------ | ------------------------------------------------- |
| 2019 | 18/10 | Simple Love               | Seachains, Davis, Lena         | MV debut                                          |
| 2019 | 23/10 | When You Look At Me       | Seachains                      |                                                   |
| 2020 | 1/6   | Your Smile                | Emma, Seachains                |                                                   |
| 2022 | 6/6   | Shay Nắnggg               | Amee                           | Có sử dụng một phần ca khúc "Hai mươi" của Mỹ Tâm |
| 2022 | 22/12 | Tiền Là Chi               | Wavy, Willistic, Gill, Xolitxo | Với tư cách là thành viên của Ocean M.O.B         |
| 2023 | 24/12 | Buồn Hay Vui              | Vsoul, MCK, Ronboogz, Boyzed   |                                                   |
| 2024 | 12/1  | Tell The Kids I Love Them | Shiki                          | Một ca khúc thuộc album Đánh Đổi                  |
| 2024 | 16/7  | Chỉ Cần Bạn Có Mặt        | Wxrdie, Cheng                  |                                                   |

### Một số bài hát khác
| Năm  | Ngày  | Tên                               | Hợp tác với                              | Album                 | Ghi chú                                   |
| ---- | ----- | --------------------------------- | ---------------------------------------- | --------------------- | ----------------------------------------- |
| 2019 | 14/9  | Devil's Love                      | Ntyn                                     |                       | Ca khúc predebut                          |
| 2020 | 10/6  | Friendzone                        |                                          |                       | Ca khúc solo đầu tay                      |
| 2020 | 25/11 | Rap Cho Anh Em                    | Wavy, Willistic, Gill                    |                       | Với tư cách là thành viên của Ocean M.O.B |
| 2021 | 14/12 | Happy Birthday to You (Always 14) | Amee, Hoàng Dũng                         |                       |                                           |
| 2022 | 27/10 | Chất Tôi (Chất Gì Đoán Xem)       | Vstra                                    |                       |                                           |
| 2023 | 11/11 | Đừng Để Nước Mắt Rơi              | Vstra                                    | Vstra                 |                                           |
| 2023 | 24/12 | Buồn Hay Vui                      | Vsoul, MCK, Ronboogz, Boyzed             |                       |                                           |
| 2024 | 20/1  | Phong Long                        | Low G                                    | Dám Đam Mê Dám Rực Rỡ |                                           |
| 2024 | 24/1  | Dám Rực Rỡ                        | Grey D, Hieuthuhai, Wren Evans, Kai Đinh | Dám Đam Mê Dám Rực Rỡ |                                           |

## Đời tư
Obito là cựu học sinh của trường THPT Chuyên Thủ Khoa Nghĩa và là cựu sinh viên chuyên ngành Quan hệ công chúng của trường Đại học Văn Lang. Tuy nhiên, anh đã ngừng việc học tại trường Đại học Văn Lang để theo đuổi sự nghiệp âm nhạc.
Obito có bạn gái cũ là ca sĩ Vstra (nghệ danh cũ là hnhngan), cả hai từng hợp tác trong một vài ca khúc, cô từng có một ca khúc viết về Obito mang tên "Phong". Sau đó, vào tháng 4 năm 2024, cả hai xác nhận đã chia tay.

## Giải thưởng và đề cử
| Năm  | Giải thưởng            | Hạng mục                             | Đề cử          | Kết quả   | Nguồn  |
| ---- | ---------------------- | ------------------------------------ | -------------- | --------- | ------ |
| 2020 | Zing Music Awards 2019 | Ca khúc R&B/soul được yêu thích nhất | Simple Love    | Đoạt giải | [ 3 ]  |
| 2024 | WeChoice Awards 2023   | Màn kết hợp bùng nổ                  | "Buồn hay vui" | Đoạt giải | [ 12 ] |
| 2024 | WeChoice Awards 2023   | E.P/ Album của năm                   | Đánh đổi       | Đề cử     | [ 17 ] |
| 2024 | WeChoice Awards 2023   | Z-Team - Nhóm GenZ Tài Năng          | Ocean M.O.B    | Đề cử     | [ 17 ] |